# Каплиця святого Миколая (Підгайці)
Каплиця святого Миколая в Підгайцях — культова споруда, пам'ятка архітектури місцевого значення в місті Підгайцях Тернопільської области України.

## Відомості
Споруджена в XIX ст. на місці дерев'яної церкви святого Миколая (XVII; 1760 року продана в село Котузів, де згоріла в період Другої світової війни).
Вулиця, де розташована святиня, до вересня 1939 року називалася Святого Миколая.